# Elom
Pour l'espèce de Star Wars, voir elom.
Elom est un village du Cameroun situé dans le département du Dja-et-Lobo et la région du Sud, sur la route qui relie Olounou à Oveng. Il fait partie de la commune de Meyomessi.
Ne pas confondre avec Élom, un village près de Kumbo, dans la région du Nord-Ouest du Cameroun.

## Population
La plupart des habitants sont des Boulou.
En 1962, Elom comptait 419 habitants. Lors du recensement de 2005, 727 personnes y ont été dénombrées.

## Infrastructures
Elom dispose d'un marché mensuel, d'un centre de santé (CSI), d'une école publique et d'une école protestante.